# Missionnaires comboniens du Sacré-Cœur
Les missionnaires comboniens du Cœur de Jésus (Missionarii Comboniani Cordis Iesu, abrégé en M.C.C.J), appelés simplement pères comboniens, forment une congrégation cléricale missionnaire fondée au milieu du XIXe siècle par l'Italien Daniel Comboni pour l'évangélisation et la promotion humaine, en Afrique, des plus démunis avec lesquels il faut faire cause commune.

## Historique

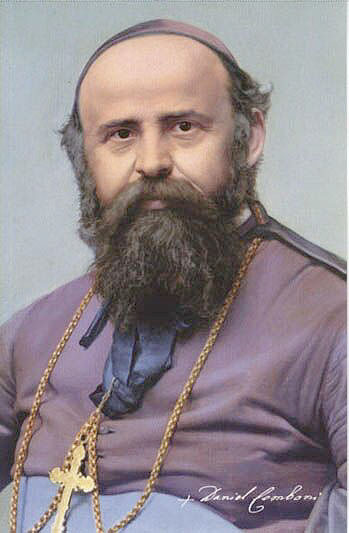
Le fondateur : saint Daniel Comboni, photographie du temps de son vicariat apostolique.

Daniel Comboni (1831-1881) entre à Vérone dans un institut formé par Nicola Mazza (1790-1860) pour l'instruction des pauvres et plus tard en 1857 pour l'évangélisation en Afrique centrale.
Daniel Comboni est ordonné prêtre en 1854. Il se stabilise à partir du 14 février 1858 dans le vicariat apostolique d'Afrique centrale avec d'autres compagnons, les PP. Giovanni Beltrame, Francesco Oliboni, Angelo Melotto, Giovanni Losi et Alessandro Dal Bosco, mais l'entreprise tourne à l'échec. Les missionnaires meurent de maladie en quelques mois. Le P. Comboni décide donc de quitter l'Afrique en 1859 et retourne en Italie.
Il met alors sur pied un « plan pour la régénération de l'Afrique », étant convaincu de la nécessité d'impliquer les populations indigènes dans l'action missionnaire : il pense à la fondation de centres où l'on peut accueillir, baptiser et instruire des Africains pour les faire ensuite pénétrer, en tant que prêtres ou catéchistes, au sein des différents peuples locaux. Le P. Comboni organise plusieurs conférences en Europe où il expose ses idées et cherche à convaincre les congrégations déjà présentes dans les missions d'Afrique. Il rencontre entre autres Arnold Janssen (1837-1909), encore jeune prêtre, et qui sera une quinzaine d'années plus tard le fondateur de la Société du Verbe-Divin. Il prépare même un memorandum pour les Pères conciliaires de Vatican I, mais il ne peut être discuté à cause de la suspension du concile due à la guerre.
C'est le 1er juin 1867 que le P. Comboni saute le pas et ouvre un séminaire à Vérone pour la formation de missionnaires. Il prend comme modèle celui des Missions étrangères de Paris qui forme des prêtres et des frères sans vœux religieux, mais qui prononcent un serment de fidélité et d'appartenance à la communauté. La direction et l'enseignement sont confiées à la compagnie de Jésus. La société missionnaire, de droit diocésain, est approuvée le 8 décembre 1871, sous le nom de « Fils du Sacré-Cœur de Jésus ».
Le 31 juillet 1877, Daniel Comboni est nommé vicaire apostolique d'Afrique centrale dont le siège est à Khartoum. Il y meurt en 1881. Avec sa mort, la Société entre dans une phase de précarité : la guerre des mahdistes empêche les missionnaires de poursuivre leur travail au Soudan. Francesco Sogaro, premier successeur de Daniel Comboni, transforme la Société en congrégation à vœux simples en 1885, ce qui est approuvé par la Propaganda Fide, malgré les dissensions internes avec les plus anciens.

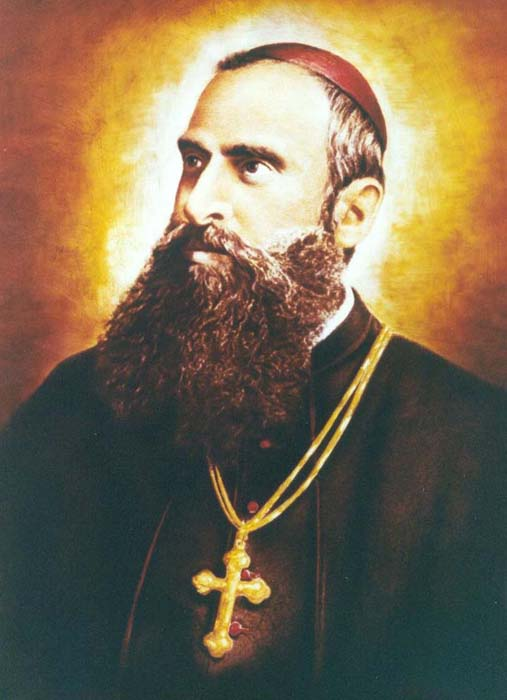
Portrait d'Antonio Roveggio.

Après la fin de la guerre des mahdistes, les comboniens reprennent leur travail au Soudan. La congrégation reçoit son Decretum laudis le 7 juin 1895. Étant devenue une congrégation mûre et autosuffisante, Antonio Maria Roveggio (1858-1902), qui succède à Francesco Sogaro, ôte aux jésuites la charge de former les missionnaires. L'institut et ses constitutions sont définitivement approuvés par le Saint-Siège le 19 février 1910. À l'intérieur de la Société, un ajustement doit encore avoir lieu entre le groupe des missionnaires de langue italienne et celui de langue allemande. En effet la différence de fonctionnement se creuse avant la Première Guerre mondiale entre ses deux fractions, si bien que le 27 juillet 1923, après la guerre, le Saint-Siège décide de séparer les missionnaires allemands des autres. Les premiers sont donc séparés de la congrégation-mère en 1924 et réunis en une congrégation des Missionnaires Fils du Sacré-Cœur de Jésus (MFSC), tandis que les seconds - italianophones - sont regroupés en une congrégation des Fils du Sacré-Cœur de Jésus (FSCJ).
Après le concile Vatican II, lorsque les missionnaires avaient dû repenser leurs statuts et réinterprêter le charisme de leurs fondateurs, les deux branches décident de réunir de nouveau leurs instituts, ce qui devient effectif le 22 juin 1979 et ce qui explique pourquoi cette congrégation, contrairement à la plupart des autres congrégations missionnaires d'origine européenne, a continué à croître après les difficiles années 1970-1980.

## Activités et diffusion
Les comboniens se dédient à l'apostolat missionnaire auprès des populations non encore ou pas suffisamment évangélisés spécialement en Afrique. 
Ils sont présents en :  
- Europe : Allemagne, Autriche, Espagne, France, Irlande, Italie, Pologne, Portugal, Royaume-Uni.
- Afrique : Afrique du Sud, Benin, Centrafrique, République démocratique du Congo, Ghana, Égypte, Érythrée, Éthiopie, Kenya, Malawi, Mozambique, Soudan, Tchad, Togo, Ouganda, Zambie.
- Amérique : Brésil, Canada, Chili, Costa Rica, Équateur, États-Unis, Guatemala, Mexique, Nicaragua, Pérou, Salvador.
- Asie : Macao, Philippines, Taïwan.

La maison généralice est à Rome.
Fin 2008, la congrégation comptait 328 maisons avec 1803 religieux dont 1296 prêtres.

## Rayonnement

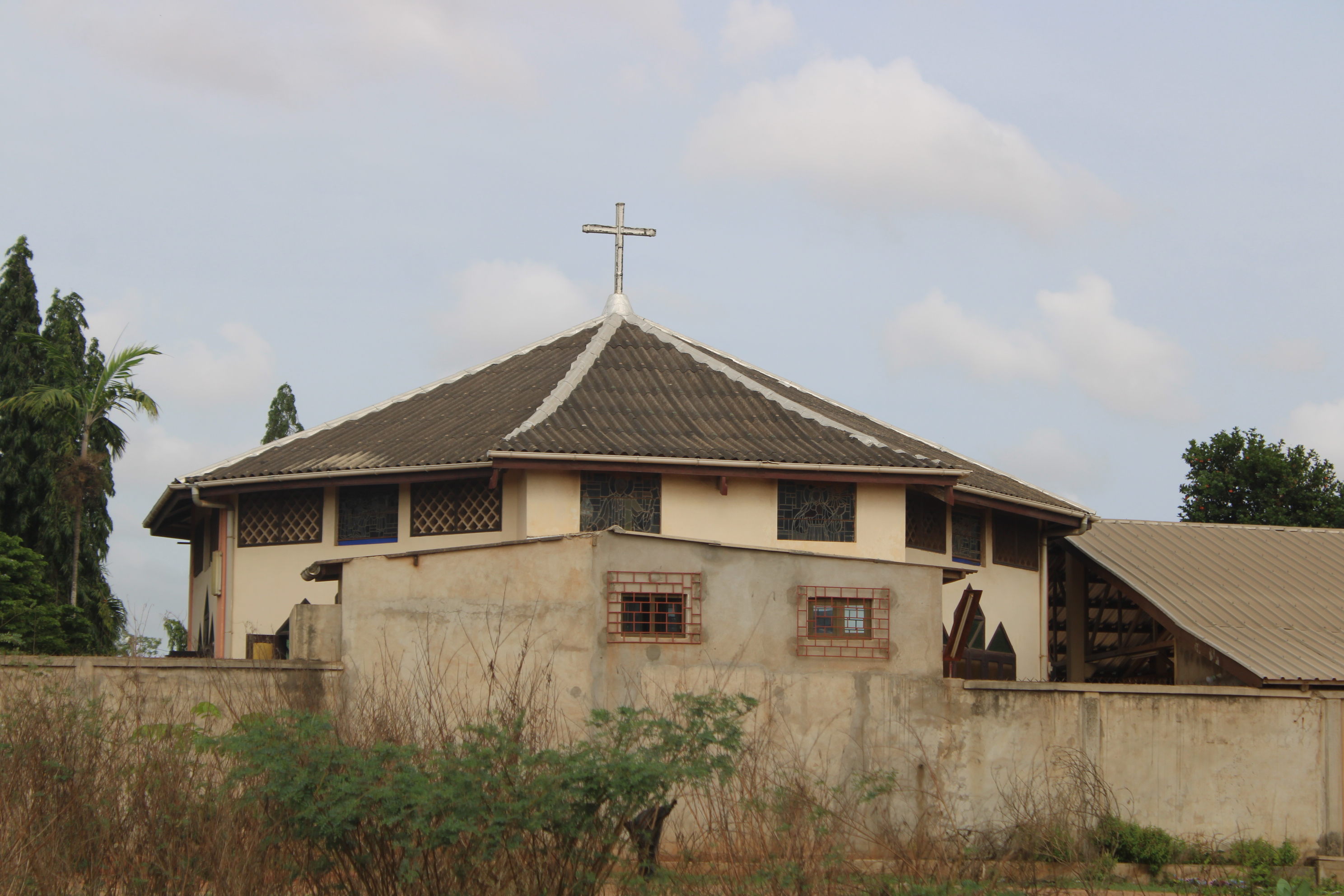
Maison des frères comboniens à Lomé (Togo).

Cette congrégation souffre moins de la baisse des vocations que d'autres congrégations missionnaires. En effet, elle connaît une croissance continue jusqu'en 2002 où elle culmine à 2 250 membres (1 340 en 1959). En 2008, selon l'annuaire pontifical de 2010, elle comptait 1 803 membres (dont 1 296 prêtres) en 328 maisons. Cependant la baisse des vocations en Europe (plus tardive pour cette congrégation, car intervenant après les années 1980) implique une moyenne d'âge élevée pour les communautés de ces Provinces. Celles-ci sont cependant aidées par des laïcs de plus en plus nombreux.
La congrégation est organisée en 31 Provinces et Délégations dans environ quarante pays. Sa maison généralice se trouve à Rome. La Province germanophone, dont le siège est à Bamberg, consiste en huit communautés de 61 membres, cinq en Allemagne, deux en Autriche et une dans le Tyrol du Sud. Les provinces les plus importantes sont la Province italienne (254 membres) et la Province ougandaise (123 membres, siège à Kampala).
Le XVIIe chapitre général (2009) a élu le P. Enrique Sánchez González (né le 27 janvier 1958 et ordonné prêtre en 1984), Mexicain, comme supérieur général. Le P. Tesfaye Tadesse Gebresilasie, de nationalité éthiopienne, lui succède le 30 septembre 2015.
Des laïcs associés - le plus souvent jeunes - travaillent par contrat à durée déterminée dans diverses missions. Ils sont actifs dans les régions frappées par la pauvreté ou les conflits guerriers, ainsi au Darfour, au Soudan ou au Soudan du Sud.
La famille combonienne est également composée des sœurs missionnaires comboniennes (fondées en 1872), des Missionnaires séculières comboniennes (institut de laïques fondées en 1983) et des Laïcs missionnaires comboniens (une cinquantaine, célibataires ou mariés. Leurs centres de formation se trouvent en Italie, Allemagne, Portugal, États-Unis d’Amérique, Mexique, Pérou et Brésil). Le centre « Dar Comboni for Arabic Studies »(Archive.org • Wikiwix • Archive.is • Google • Que faire ?), destiné à former les missionnaires pour les pays arabo-musulmans, a son siège au Caire.

## Supérieurs généraux
- Daniel Comboni
- Francesco Solaro
- Antonio Maria Roveggio
- Angelo Colombaroli (1899 – 1909), premier supérieur général
- Federico Vianello (1909 – 1919)
- Paolo Meroni (1919 – 1931)
- Pietro Simoncelli (1931 – 1937)
- Antonio Vignato (1937 – 1947)
- Antonio Todesco (1947 – 1959)
- Gaetano Briani (1959 – 1969)
- Tarcisio Agostoni (1969 – 1979)
- Salvatore Calvia Calvia (1979 – 1985)
- Francesco Pierli (1985 – 1991)
- David Glenday (1991 – 1997)
- Manuel Augusto Lopes Ferreira (1997 – 2003)
- Teresino Serra (2003 – 2009)
- Enrique Sánchez González (2009 - 2015), de nationalité mexicaine
- Tesfaye Tadesse Gebresilasie (2015 - 2024), premier supérieur africain, de nationalité éthiopienne

## Missionnaires assassinés
Ce sont vingt-six prêtres et trois frères comboniens qui ont été assassinés entre 1941 et 2004 - surtout en Ouganda - ainsi que deux sœurs travaillant pour eux.
- septembre 2000 : Le P. Raffaele di Bari a été assassiné en Ouganda.
- 31 mars 2004 : Le P. Luciano Fulvi, combonien italien de 76 ans, a été assassiné dans sa chambre, en Ouganda.

Ces comboniens travaillaient dans les pays suivants:
- Ouganda: 13 comboniens tués entre 1979 et 2004
- Congo-Kinshasa: 4 comboniens tués en 1964 pendant la rébellion Simba[5]
- Mozambique: 2 tués à Muiravale
- Brésil: 2 tués
- Soudan: 2 tués
- Mexique: 1 tué en 1963 et  1 tué en 2014  [6]
- Éthiopie: 1 tué

## Source
- (it) Cet article est partiellement ou en totalité issu de l’article de Wikipédia en italien intitulé « Missionari comboniani del Cuore di Gesù » (voir la liste des auteurs).